# Wilhelm Emil Fein

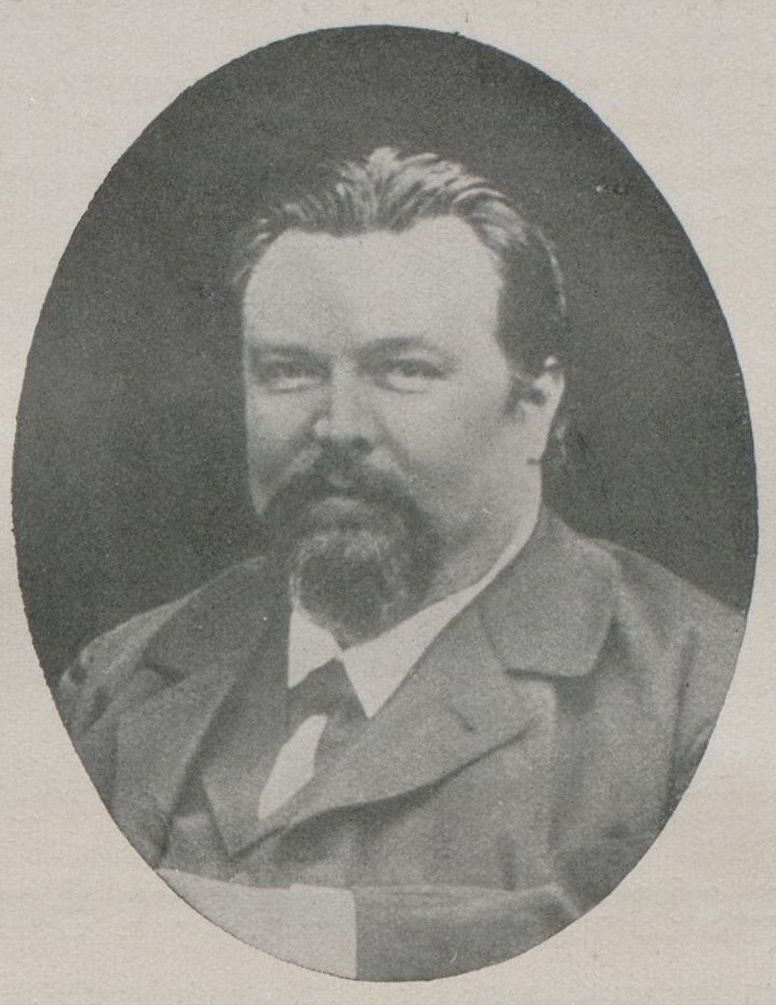
Wilhelm Emil Fein

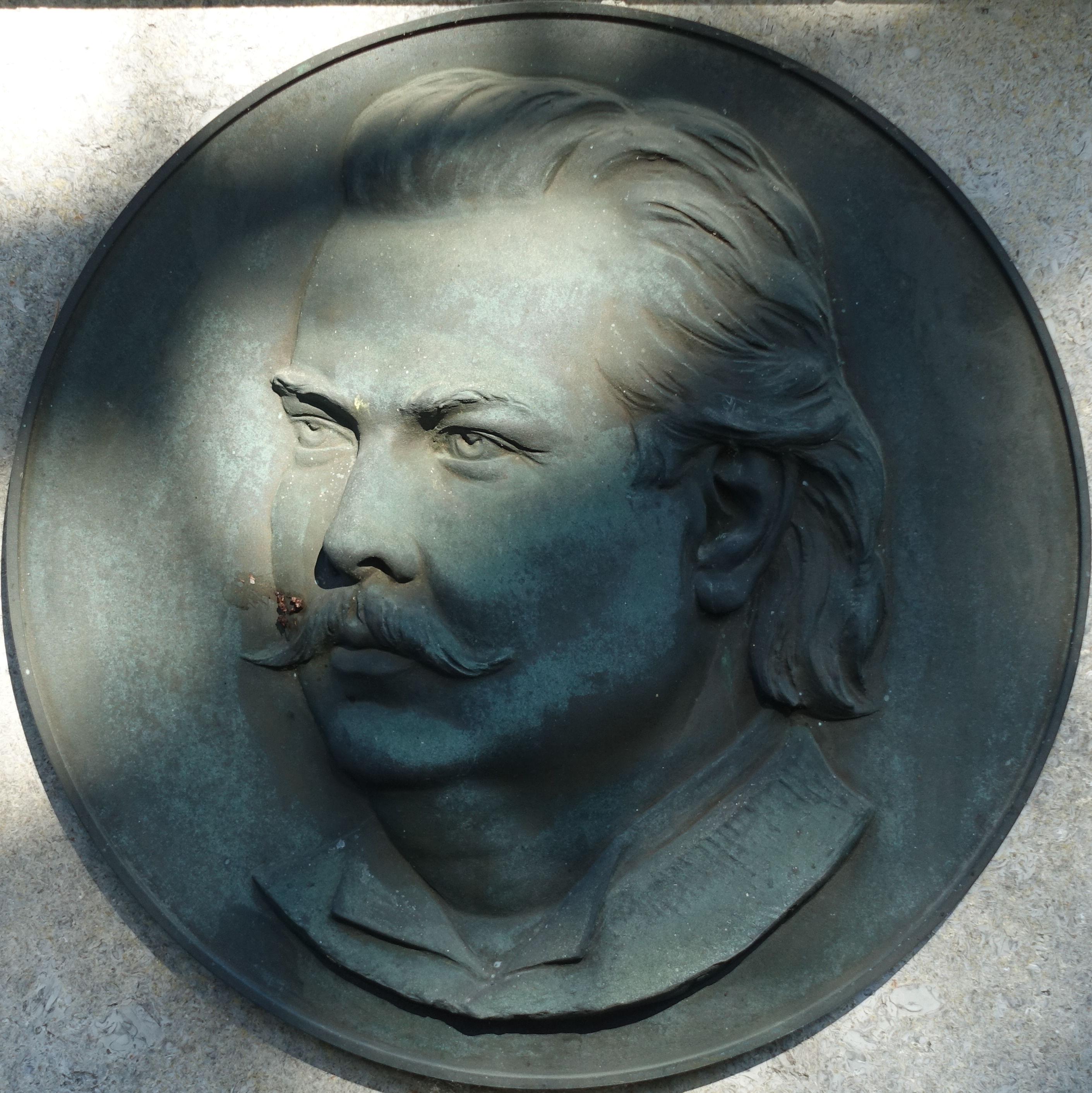
Wilhelm Emil Fein, Bronzerelief

Wilhelm Emil Fein (* 16. Januar 1842 in Ludwigsburg; † 6. Oktober 1898 in Stuttgart) gilt als Erfinder des ersten elektrischen Feuermelders (1875), des ersten tragbaren Telefons (1885) und der handgeführten elektrischen Bohrmaschine (1895) (eine stationäre gab es schon sechs Jahre vorher). 

## Leben
Der Sohn eines Lehrers begann mit seiner Ausbildung bei Carl Christoph Friedrich Geiger in Stuttgart, wechselte dann nach Karlsruhe und Göttingen und schließlich nach Berlin, wo er bei Siemens & Halske arbeitete. Die letzte Station seiner Ausbildung war London. Auf den Rat Wilhelm Eisenlohrs hin gründete er 1867 in Karlsruhe mit seinem Bruder Carl die Firma C. & E. Fein, die 1870 nach Stuttgart umzog. Wilhelm Emil Fein starb 1898 in Stuttgart. Sein Grab befindet sich in Abteilung 13 auf dem Pragfriedhof.

## Beruflicher Werdegang

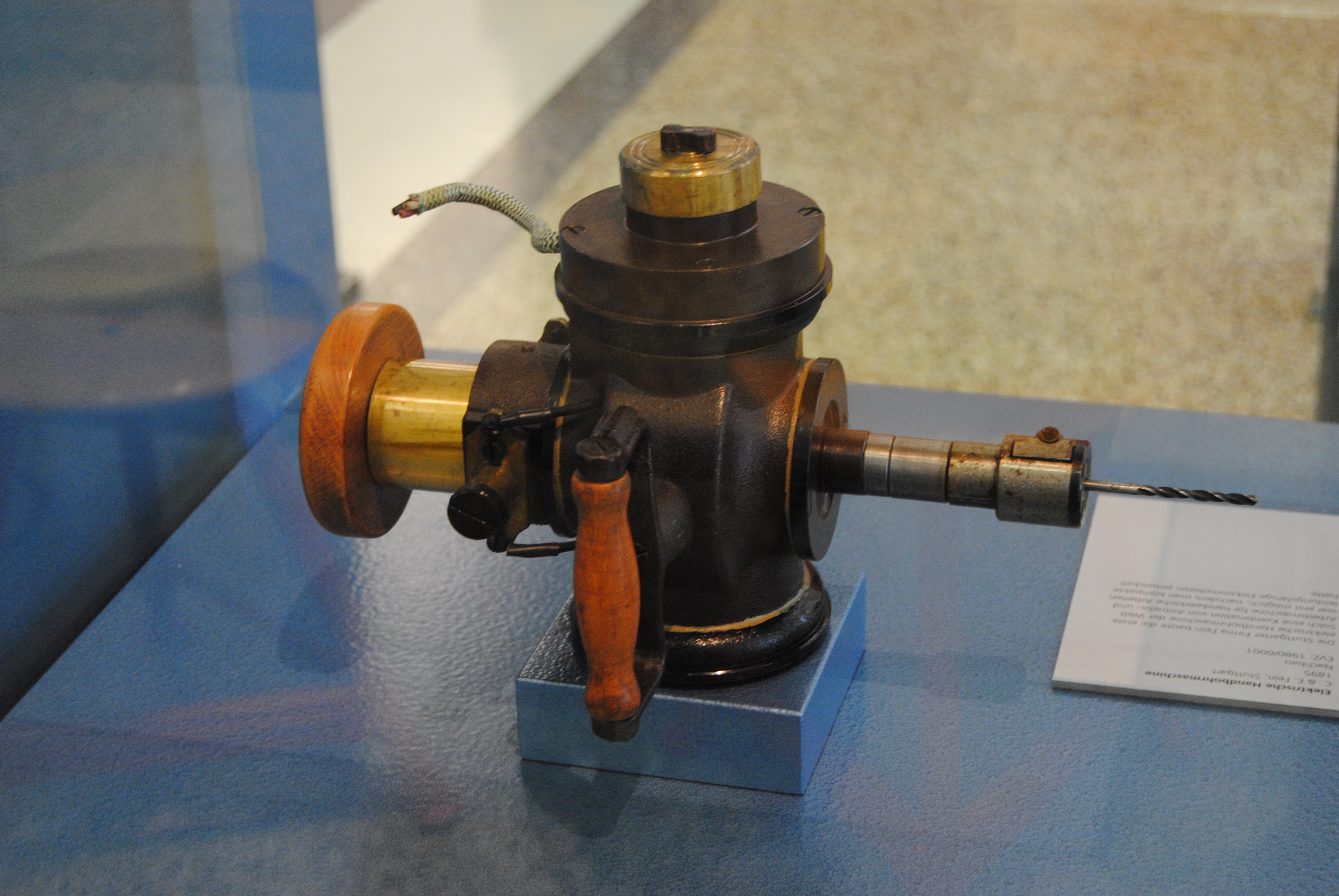
Fein-Handbohrmaschine (Replik) im Technoseum Mannheim

Die von Fein 1867 gegründete Firma C. & E. Fein stellte elektrische Anlagen her. Ihr waren die Feuertelegraphenanlagen in Nürnberg und Stuttgart, die 1878 und 1879 eingerichtet wurden, zu verdanken. Im Winter 1879/80 arbeitete der junge Robert Bosch in seinem Betrieb. 1879 erhielt Fein ein Patent für ein Telefon mit Hufeisenmagnet und 1885 ein weiteres für ein militärisch genutztes Feldtelefon – dieses war das erste tragbare Telefon der Welt. 1888 publizierte er sein Buch Elektrische Apparate, Maschinen und Einrichtungen. 1891 erhielt er die Württembergische Staatsmedaille für Kunst und Wissenschaft, 1892 fand die erste telegrafische Opernübertragung aus der Stuttgarter Oper in die königliche Villa Berg statt. 1895 entwickelte seine Firma die elektrische Handbohrmaschine; es war aber nicht die erste elektrische Bohrmaschine allgemein. Diese hatte der gebürtige Schotte Arthur James Arnot 1889 in Australien als stationären Bohrer für Minen erfunden. Zwei Jahre später folgte mit der elektrischen Tischbohrmaschine eine Erfindung seines Sohnes Emil Fein jr.